# Kusala setosa
Kusala setosa är en insektsart som först beskrevs av M. Firoz Ahmed 1971.  Kusala setosa ingår i släktet Kusala och familjen dvärgstritar.
Artens utbredningsområde är Bangladesh. Inga underarter finns listade i Catalogue of Life.